# Alloteuthis media
Alloteuthis media (Linnaeus, 1758) è una specie di calamaro appartenente alla famiglia Loliginidae, diffusa nell'Atlantico orientale e nel Mar Mediterraneo. Questa specie è generalmente catturata come pesca accessoria nelle attività di pesca a strascico, sebbene vi sia una pesca specifica e attiva nel Mediterraneo occidentale.

## Descrizione
Alloteuthis media è difficile da distinguere da Alloteuthis subulata. Le braccia e i tentacoli di A. media sono proporzionalmente più sottili rispetto a quelli di A. subulata, ma la caratteristica distintiva principale è il margine laterale del mantello: in A. media questo si estende formando una corta coda appuntita, lunga fino a 10 mm negli esemplari adulti. A. media può raggiungere una lunghezza corporea totale di 200 mm, con una lunghezza massima del mantello di 120 mm. Le femmine sono generalmente più grandi dei maschi. La lunghezza delle pinne, incluse nella coda, è inferiore alla metà della lunghezza del mantello. Le pinne, di forma a cuore, sono caratterizzate da estremità anteriori convesse e margini posteriori più stretti che si fondono nella coda appuntita. La clava tentacolare è larga e il diametro delle ventose più grandi presenti sulla clava è compreso tra il 9% e il 14% della larghezza della testa. Le coppie di ventose al centro della clava sono attaccate quasi ad angolo retto rispetto all'asse della clava. Nei maschi, l'ectocotile si trova sul braccio ventrale sinistro, che di solito presenta 11 ventose normali in una fila ventrale (con una variazione di ±1), con papille verso la punta del braccio. La maturità sessuale viene raggiunta nelle femmine quando raggiungono circa 95 mm di lunghezza, mentre nei maschi avviene a circa 55 mm.

## Distribuzione e habitat
Alloteuthis media è diffuso nell'Oceano Atlantico nord-orientale e nel Mar Mediterraneo. Il limite meridionale della sua distribuzione è segnalato nei pressi di Capo Blanc (intorno ai 20° N), mentre il limite settentrionale si trova a 60° N nell'Atlantico orientale. È raro nel Mare del Nord, con segnalazioni risalenti al tardo XIX e all'inizio del XX secolo dal Mare d'Irlanda e dal Canale della Manica. Tuttavia, in tempi più recenti, non è stato registrato a nord della Penisola Iberica. Nel Mar Mediterraneo, A. media è ampiamente distribuito e la sua presenza include anche il Mar di Marmara.

## Biologia
Alloteuthis media si trova su fondali sabbiosi e fangosi, preferendo acque comprese tra 0 e 200 metri di profondità nelle aree costiere e sulla piattaforma continentale, anche se è stato registrato a profondità massime di 500 metri. Questa specie compie migrazioni stagionali tra acque costiere e al largo, simili ad altre specie neritiche di calamari. La riproduzione è continua nel Mediterraneo occidentale, ma si possono distinguere due picchi di adulti maturi. Il primo picco si ha a febbraio, quando gli esemplari più grandi si trovano a profondità di 150-200 metri. Questi iniziano a migrare verso acque poco profonde per deporre le uova su fondali sabbiosi a marzo e aprile. Una minore quantità di deposizioni avviene anche tra i letti di Posidonia. Il secondo picco è formato da individui più piccoli rispetto al primo gruppo, che migrano verso la costa tra giugno e luglio per riprodursi più tardi nell'anno. A seconda della temperatura dell'acqua, i calamari tornano in acque più profonde entro la fine dell'autunno. Nel Mar Tirreno settentrionale, si osservano due picchi di attività riproduttiva: uno a maggio e uno a settembre. La maturità sessuale viene raggiunta a lunghezze del mantello variabili, come accade in altri cefalopodi mediterranei. Le popolazioni orientali maturano a dimensioni più piccole rispetto a quelle occidentali. Nel Mediterraneo orientale, le femmine più piccole mature hanno una lunghezza del mantello di 37 mm, mentre i maschi maturi più piccoli raggiungono 32 mm; nel Mediterraneo occidentale, le femmine mature più piccole hanno una lunghezza del mantello di 80 mm, mentre nei maschi è di 50 mm. Le femmine del bacino orientale depongono più uova rispetto a quelle del bacino occidentale, ma le loro uova sono più grandi, suggerendo una maggiore produttività riproduttiva nel Mediterraneo orientale. Le uova sono deposte in più gruppi all'interno di capsule gelatinose corte, simili a quelle di Loligo vulgaris, ma meno robuste e trasparenti piuttosto che opache. Ogni grappolo di uova, che può contenere fino a 1400 uova, viene fissato a oggetti duri sul fondo del mare, come conchiglie, coralli e pietre. Alloteuthis media è un predatore che si nutre di crostacei, molluschi e piccoli pesci. Il ciclo vitale è stimato intorno a un anno per i maschi e 18 mesi per le femmine.

## Tassonomia
Analisi molecolari recenti suggeriscono che Alloteuthis media e A. subulata potrebbero essere conspecifiche, rappresentando gli estremi di un gradiente morfologico. In tal caso, il nome Alloteuthis media, applicato da Carl Linnaeus nel suo Systema Naturae del 1758, avrebbe la priorità rispetto a A. subulata, descritto successivamente da Jean-Baptiste Lamarck nel 1798. Tuttavia, ulteriori analisi suggeriscono che si tratta effettivamente di due specie sorelle, che possono essere distinte in modo affidabile dalla dimensione delle ventose centrali della clava tentacolare. Inoltre, è stata identificata una divergenza genetica tra le popolazioni atlantiche e mediterranee di A. media.

## Pesca
Alloteuthis media è normalmente catturato come pesca accessoria nelle attività di pesca a strascico mirate ad altre specie, ma viene commercializzato in gran parte del Mediterraneo insieme ad altre specie di Alloteuthis. Nel Mediterraneo occidentale, questa specie è oggetto di una pesca specifica a strascico. Durante l'inverno, viene catturata a profondità comprese tra 150 e 200 metri, mentre in primavera, estate e autunno si pesca a profondità comprese tra 50 e 150 metri. L'abbondanza stagionale varia notevolmente, ma le variazioni annuali sono minime. L'interesse commerciale per questa specie dipende dalla località. Le catture vengono commercializzate sia fresche che congelate.